# Hvorfor forlader en Datter sit Hjem?
Hvorfor forlader en Datter sit Hjem? er en amerikansk stumfilm fra 1921 af William Nigh.

## Medvirkende
- Anna Q. Nilsson som Anna Hedder
- Maurine Powers som Madeline Wallace
- Julia Swayne Gordon som Mrs. Wallace
- Corinne Barker som Ethel
- Katherine Perry som Edith
- Kate Blancke som  Mrs. Hedder